# Schansspringen op de Olympische Winterspelen 1956

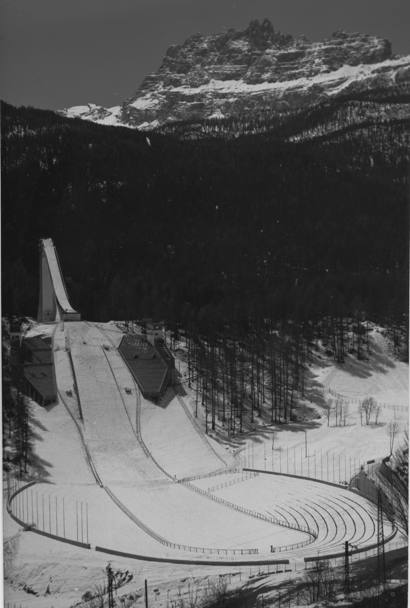
de schans van Cortina d'Ampezzo in 1956

Schansspringen is een van de sporten die beoefend werden tijdens de Olympische Winterspelen 1956 in Cortina d'Ampezzo, Italië.

## Heren
| rang   | sporter(s)       | land | sprong 1 (m) | sprong 2 (m) | totaal (ptn) |
| ------ | ---------------- | ---- | ------------ | ------------ | ------------ |
| Goud   | Antti Hyvärinen  | FIN  | 81.0         | 84.0         | 227.0        |
| Zilver | Aulis Kallakorpi | FIN  | 83.5         | 80.5         | 225.0        |
| Brons  | Harry Glaß       | EUA  | 83.5         | 80.5         | 224.5        |
| 4      | Max Bolkart      | EUA  | 80.0         | 81.5         | 222.5        |
| 5      | Sven Pettersson  | SWE  | 81.0         | 81.5         | 220.0        |
| 6      | Andreas Däscher  | SUI  | 82.0         | 82.0         | 219.5        |
| 7      | Eino Kirjonen    | FIN  | 78.0         | 81.0         | 219.0        |
| 8      | Werner Lesser    | EUA  | 77.5         | 77.5         | 210.0        |